# سالوینورین
سالوینورین (Salvinorin A) یک مادهٔ توهم زا است که روان‌گردان اصلی در گیاه سالویا دیوینوروم است. 

### ساختار
از نظر ساختاری از سایر توهم‌زاهای طبیعی (مانند DMT، سیلوسایبین و مسکالین) متمایز است زیرا حاوی اتم‌ های نیتروژن نیست.  از این رو، این یک آلکالوئید نیست (و نمی‌توان آن را به عنوان نمک ارائه کرد)، بلکه یک ترپنوئید است.  همچنین در تجربه ذهنی، در مقایسه با سایر توهم زاها متفاوت است و به عنوان تجزیه‌کننده توصیف شده است. سالوینورین A می‌تواند تجربه‌های روان‌گردانی را در انسان ایجاد کند که مدت زمان اثر آن از چند دقیقه تا یک ساعت یا بیشتر طول می کشد که به روش مصرف بستگی دارد.